# Combate de Tambillo
El combate de Tambillo fue un enfrentamiento armado ocurrido el 6 de diciembre de 1879, en el contexto de la Guerra del Pacífico. En este combate, entre el Escuadrón Movilizado "Francotiradores Vanguardia" de la V División, al mando del coronel Rufino Carrasco,  se enfrentó a una pequeña patrulla del batallón "Granaderos a Caballo" chileno, bajo al mando del teniente Emilio Ferreira, que ocupaba el poblado de San Pedro de Atacama.
El combate resultó en una victoria boliviana, con bajas chilenas, pero la falta de refuerzos obligó a Carrasco a retirarse. Aunque impactó la moral chilena, no alteró el curso de la guerra y consolidó la ventaja estratégica de Chile.

## Antecedentes
Tras saberse el resultado de la batalla de Calama, los civiles en Bolivia se movilizaron y formaron diversos batallones. De esta manera se formó la V División al mando del general Narciso Campero Leyes, quien llegó después a ser presidente de la República de Bolivia. Dentro de la V División se encontraba el Escuadrón Movilizado Francotiradores Vanguardia, una unidad de caballería formada por jinetes cotagaiteños, tupiceños y tarijeños, a cargo del coronel Rufino Carrasco, nacido en Talina (Tupiza). A mediados de 1879, la V División emprendió rumbo desde Tupiza hasta Potosí y permaneció en aquella ciudad algunas semanas. Una de las falencias de la V División era su falta de implementos bélicos, uniformes, alimentos y forraje. Su aspecto se asemejaba más a una montonera que a un ejército regular.
Mientras la V División acampaba en Potosí, el 10 de septiembre de 1879, una montonera de 40 civiles bolivianos, al mando de Jaime Hoyos, emboscó al pelotón de 25 cazadores a caballo al mando del teniente Ríos, que estaba destacado en Río Grande, pueblo al norte de San Pedro de Atacama. La montonera fue vencida por el destacamento chileno, muriendo Hoyos y su segundo al mando.  
Carrasco solicitó permiso para llevar a sus francotiradores como avanzada exploratoria y, tras una travesía por el paso de Topaquincha, sus tropas ocuparon Chiuchiu el 25 de noviembre de 1879, pero tras un tiroteo entre bolivianos y chilenos en el camino de Chiuchiu a Calama, ambas tropas se replegaron, lo que canceló el plan inicial de las fuerzas de Carrasco de reivindicar Calama.
Las tropas bolivianas se refugiaron al norte de San Pedro de Atacama. El 3 de diciembre, un piquete chileno de 3 hombres se topó con las fuerzas de Carrasco; uno fue muerto, otro capturado y el restante logró huir, dando la alarma al comandante Barboza. Para perseguirlo y no dar tiempo para preparación al rival, Carrasco y sus hombres emprendieron marcha hacia San Pedro de Atacama. El teniente Emilio Ferreira, comandante de la guarnición chilena de San Pedro de Atacama, apenas recibió el mensaje de su soldado, desplegó a sus 23 hombres en el desfiladero de Tambillo, legua y media al norte del pueblo. Al ser sorprendidos sus hombres por las tropas bolivianas, el teniente Ferreira mandó soldados a solicitar refuerzos a Caracoles, donde estaba el jefe de comandante de la guarnición de El Loa y comandante del batallón de Infantería "Cazadores del Desierto".

## El combate
El combate se inició a las primeras horas del día 6, tan pronto como los chilenos, parapetados tras unas pircas, divisaron las fuerzas contrarias y abrieron fuego de carabinas sobre ellas. Carrasco había ordenado al teniente coronel Moscoso que atacara por la izquierda, al teniente coronel Patiño por el frente, en tanto él con la reserva rodeaban al enemigo por la derecha. Tras un tiroteo de algunos minutos y agotadas sus municiones, Ferreira se vio obligado a batirse en retirada, siendo desalojado de sus posiciones por los jinetes bolivianos. Por estar desmontados y por el hecho de haber sido dispersadas sus cabalgaduras durante la confusión del combate, los soldados chilenos fueron fácilmente sableados o capturados por la caballería boliviana. Únicamente el teniente Ferreira y tres soldados lograron escapar. El efectivo chileno estaba formado por campesinos recién reclutados en el sur que apenas habían hecho una práctica de tiro (tres balas por hombre). El parque que disponían en San Pedro era escaso, pues no se pensaba en una incursión de los aliados.
Las fuerzas de Carrasco reconocieron 2 muertos y 1 herido, mientras que las de Ferreira dejaron en el campo 9 muertos y 11 prisioneros. El botín tomado por Carrasco consistió en 18 rifles Winchester con alguna dotación, 14 espadas y 16 caballos con sus monturas y correajes. 
Tras el combate, las fuerzas de Carrasco ocuparon la población, solicitando en seguida al general Campero el envío de refuerzos para sostener su posición. Al no recibir respuesta y tras realizar un corto reconocimiento hacia el Sur, optó por retirarse a Bolivia, volviendo a cruzar la cordillera.
Los 70 granaderos y 30 "Cazadores del Desierto", despachados por el comandante Bouquet con el fin de auxiliar a Ferreira y cortar la retirada a las fuerzas bolivianas, llegaron a San Pedro de Atacama cuando ya había finalizado el combate y los bolivianos se habían retirado.

## Consecuencias
La seguidilla de conspiraciones en el alto mando boliviano y el miedo del presidente Hilarión Daza Grosellé a que Campero le quitara aceptación popular, provocaron que el presidente ordenara abortar la misión de la V División y replegarla hasta Oruro hasta nuevas órdenes, con lo cual Bolivia perdió definitivamente la oportunidad de recuperar el Litoral.
Las noticias de este enfrentamiento causaron conmoción en las fuerzas chilenas que ocupaban Antofagasta, pues creían que podía tratarse de la aparición de las vanguardias de la V División de Campero, anunciada tantas veces en marcha sobre el litoral, campaña que finalmente nunca se realizó. El mando chileno despachó tropas de refuerzo al interior y, por el hecho de haber perdido la casi totalidad de los hombres a su mando, se siguió un consejo de guerra al teniente Ferreira. Su defensor fue el teniente coronel Rafael Díaz Muñoz. Durante 1880 fue absuelto y reincorporado al ejército, combatiendo hasta la campaña de Lima.
Tras la batalla de Calama, donde se enfrentó el ejército chileno contra civiles bolivianos, este fue el último combate entre los ejércitos de Bolivia y de Chile; en los siguientes se enfrentaron los aliados Bolivia y Perú contra Chile.